# Republica din Orientul Îndepărtat
Republica din Orientul Îndepărtat (în rusă Дальневосто́чная Респу́блика (ДВР); pronunția: Dalnevostóchnaya Respúblika (DVR)), uneori numită Republica din Cita a fost un stat independent stabilit în Blagoveshchensk și acoperea Orientul Îndepărtat Rus și estul Lacului Baikal,apărut la 6 aprilie din 1920. Chiar dacă era independent a fost controlat de către Republica Socialistă Federativă Rusă ca un stat tampon. Este foarte scurt menționat în lucrarea Doctor Zhivago de Boris Pasternak.
După ce japonezii au evacuat Vladivostok pe 15 noiembrie din 1922, Republica din Orientul Îndepărtat a fost reintegrată în Rusia.